# Іонна реакція
Іонні реакції — реакції між іонами в розчині. Обмінні реакції у водному розчині відбуваються майже миттєво, окисно-відновні, як і всі органічні, можуть перебігати повільно, потребуючи нагрівання, каталізу тощо.

## Іонна форма хімічного рівняння
Суть хімічного перетворення в розчині найкомпактніше передає іонна форма рівняння. Розглянемо реакцію
AgNO3 + NaCl = NaNO3 + AgCl↓.
Для того, щоб записати її в іонному вигляді, слід взяти до уваги електролітичну дисоціацію речовин. Розчинні солі, кислоти, основи здебільшого дисоціюють повністю (винятки становлять комплексні сполуки, які зазвичай зберігають свою внутрішню сферу комплексу). Нерозчинні сполуки теж дисоціюють практично повністю (див. Добуток розчинності), але їхню дисоціацію не враховуємо, щоб показати мізерну концентрацію таких речовин у розчині. До малодисоційованих сполук належать слабкі основи та слабкі кислоти включно з водою, багато молекул газів тощо. З урахуванням цих правил запишемо:
Ag+ + NO–
3 + Na+ + Cl– = AgCl↓ + Na+ + NO–
3
Після скорочення однакових іонів в лівій і правій частинах отримуємо скорочене іонне рівняння:
Ag+ + Cl– = AgCl↓
Це рівняння підкреслює незалежність сутності процесу від протийонів для катіона аргентуму та хлорид-аніона, допоки відповідні солі залишаються розчинними.

## Іонні реакції в органічній хімії
Органічні катіони і аніони — нестійкі проміжні частинки. На відміну від неорганічних іонів, постійно присутніх у водних розчинах і розплавах, вони виникають тільки в момент реакції і відразу ж вступають в подальші перетворення.
Умови реакцій органічних речовин, що мають іонну природу:
- невисока температура;
- полярні розчинники, здатні до сольватації іонів, що утворюються.

За характером реагенту, що діє на молекулу, іонні реакції діляться на електрофільні і нуклеофільні.
Дія світла або радіоактивного випромінювання не впливає на швидкість реакцій органічних речовин, які мають іонну природу.